# باغستان (أرومية)
باغستان هي قرية في مقاطعة أرومية، إيران. عدد سكان هذه القرية هو 309 في سنة 2006.